# 万师强
万师强（1967年9月—），男，汉族，河南信阳人，中华人民共和国政治人物。现任河北大学生命科学学院院长，教授，博士生导师。第十四届全国政协委员。